# Captain Swift
Captain Swift er en amerikansk stumfilm fra 1920 af Tom Terriss.

## Medvirkende
- Earle Williams som Swift
- Florence Dixon som Stella Darbisher
- Edward Martindel som Gardiner
- Adelaide Prince som Seabrook
- Downing Clarke som Hugh Seabrook
- Barry Baxter som Harry Seabrook
- Alice Calhoun som Mabel Seabrook
- James O'Neill som Marshall
- H.H. Pattee som Ryan